# Nabil Mouline
Nabil Mouline (geboren 1980) ist ein marokkanischer Historiker und Politologe. 

## Leben
Mouline promovierte in Geschichtswissenschaft an der Sorbonne in Paris und in Politikwissenschaften am Institut d’études politiques de Paris (Sciences Po). Er promovierte mit der Arbeit Le califat imaginaire d’Ahmad al-Mansûr: légitimité, pouvoir et diplomatie au Maroc. Er forscht am Centre national de la recherche scientifique (CNRS). Zu seinen Arbeitsgebieten zählen die islamische Autorität und Herrschaft und die Geschichte Marokkos und Saudi-Arabiens. Er lehrt an der École des hautes études en sciences sociales (CEIFR).

## Publikationen (Auswahl)
- The Clerics of Islam – Religious Authority and Political Power in Saudi Arabia. New Haven & London 2014, Yale University Press. Digitalisat
- "L’idéologie califale du sultan Aḥmad al-Manṣûr al-Dhahabî (1578–1603)" in Studia Islamica 102/103 (2006) 91–156.
- Le califat imaginaire d’Ahmad al-Mansûr: pouvoir et diplomatie au Maroc au XVIe siècle. Paris 2009.
- "Un ticket pour la liberté." In: Revue des mondes musulmans et de la Méditerranée. Nr. 134, 17. Dezember 2013, ISSN 0997-1327, S. 131–144 (remmm.revues.org)
- Le califat. Histoire politique de l’islam. Flammarion, Paris, 2016.[4]
- ‘Ulamā’ al-Islām. 2011[5]